# Mount Macbain
Der Mount Macbain ist ein markanter und 2205 m hoher Berg in der antarktischen Ross Dependency. In der Queen Elizabeth Range ragt er zwischen den Mündungen des Cornwall- und des Helm-Gletschers in den Lowery-Gletscher auf.
Das Advisory Committee on Antarctic Names benannte ihn 1966 nach Merle Macbain (1904–1991), der als Offizier für Öffentlichkeitsarbeit der Unterstützungseinheit der United States Navy in Antarktika bei der Operation Deep Freeze der Jahre 1957 bis 1958 und von 1958 bis 1959 tätig war.